# Bleeding Love
«Bleeding Love» — провідний сингл першого студійного альбому британської співачки Леони Льюїс — «Spirit» (2007). В Ірландії пісня вийшла 19 жовтня 2007, в Британії — 21 жовтня 2007. Пісня написана Джессі Маккартні та Раяном Теддером; спродюсована Раяном Теддером. Першу версію музичного відео зрежисерувала Меліна Мацукас; прем'єра міжнародного відеокліпу відбулась 17 жовтня 2007. Другу версію музичного відео, ексклюзивну для США, зрежисерував Джессі Терреро; прем'єра американського відеокліпу відбулась 29 січня 2008.
Сингл посів перші місця на чартах 34 країн. На відеохостингу YouTube міжнародну версію відеокліпу було переглянуло 163 мільйонів разів станом на червень 2018; американську версію було переглянуто 162 мільйонів разів станом на червень 2018. Пісня «Bleeding Love» стала найпродаваєнішою піснею 2007 року в Британії і 2008 року у світі. У 2008 в цифровому форматі пісня була продана у понад 1 мільйоні копій у Британії та понад 4 мільйони копій в США. У всьому світі було продано 9 мільйонів копій. Журнал Billboard присвоїв синглу 17 місце у своєму списку Hot 100 Songs of the Decade (2000-2009). Пісня сягнула 5 місця у списку найпопулярніших пісень десятиліття у всьому світі. Пісня чартувалася на британському чарті три роки: у 2007 вона посідала 1 місце, у 2008 — 2 місце, у 2009 — 97 місце. Пісня «Bleeding Love» номінувалась на нагороду Греммі у категорії Record of the Year та Best Female Pop Vocal Performance.

## Загальна інформація
У лютому 2007 Райан Теддер і Джессі Маккартні написали пісню «Bleeding Love» для третього студійного альбому Маккартні — «Departure». Проте лейблу Hollywood Records не сподобалась пісня і вони виключили її з альбому. Через деякий час Джессі дізнався про переможницю британського шоу The X Factor Льюїс і вперше почув її голос. Він сказав: "її голос звучить просто неперевершено. Ця дівчина без сумніву має один із найкращих голосів, які я коли-небудь чув". Маккартні вирішив віддати пісню для дебютного альбому Льюїс. Невдовзі майбутній сингл був відкоректований спеціально для голосу Льюїс і перейшов у стадію промоушену, будучи обраним у якості провідного синглу для її дебютного альбому.

### Музика і лірика
Композиція є поп-піснею із елементами R&B і написана у Фа мажорі; має 104 удари на хвилину. Версія альбому триває 4 хвилини і 22 секунди, а версія для радіо — 4  хвилини і 1 секунду. У куплетах і у фінальному приспіві голос Льюїс звучить у Сі-бемоль другої октави та у До першої октави у передприспівах. У музиці використовується церковний орган, барабан і синтезатор. Джессі написав пісню на основі стосунків із його дівчиною. Він прокоментував: "Я був такий закоханий, що навіть почувався хворим. Це відчуття схоже на кровотечу".

## Виконання вживу
Вперше Льюїс виконала пісню 16 вересня 2007 в програмі BBC Radio 1 Chart Show. Перез Хілтон записав виконання і помістив його на своєму популярному блозі. Тоді пісню було прослухано 1,5 мільйони разів. Пісня «Bleeding Love» була виконана під час телешоу This Morning 15 жовтня і на сцені шоу The X Factor 20 жовтня 2007. 29 лютого 2008 Льюїс заспівала пісню на фестивалі Festival della canzone italiana, а 1 березня — на німецькому розважальному шоу Wetten, dass..?.
17 березня 2008 Льюїс виконала «Bleeding Love» на ток-шоу The Oprah Winfrey Show. 4 квітня 2008 пісню було виконано на шоу Good Morning America, 8 квітня — в програмі Live With Regis and Kelly, 11 квітня — на Jimmy Kimmel Live та The Ellen DeGeneres Show, 17 квітня — на шоу The Tyra Banks Show, 23 квітня на сцені реаліті-шоу American Idol.

## Рецензії
В основному музичні критики дали пісні позитивні огляди. Критик із Showbiz Spy сказав, що пісня "емоційно наповнена. Вона прекрасно передає вокальну майстерність Леони, чий голос змушує нас завмирати". Критик із Digital Spy дав синглу 4 із 5 балів; 31 грудня 2007 Digital Spy поставив пісню на друге місце в своєму списку Digital Spy's Top 20 Singles of 2007. Критик із «BBC America» сказав, що "пісня нагадує треки з альбому Мераї Кері, які виходили в 90-х". Чак Тейлор з Billboard сказав, що "пісня є колосально бездоганним дебютом".

## Музичне відео
Існує дві версії відеокліпу. Першу версію музичного відео зрежисерувала Меліна Мацукас. Зйомки проходили у Лос-Анджелесі. Прем'єра міжнародного відеокліпу відбулась 17 жовтня 2007 на офіційному каналі Льюїс на YouTube. Відео показує чотири різні історії, які поєдналися в одному квартирниому будинку. У кліпі Льюїс вдягнена у сукню від Dolce & Gabbana за 100,000 фунтів стерлінгів, яка важить 18 кілограмів.
Другу версію музичного відео, яка є ексклюзивною для США, зрежисерував Джессі Терреро. Зйомки проходили у Нью-Йорку. Прем'єра американського відеокліпу відбулась 29 січня 2008 на Yahoo! Music; 30 січня воно з'явилось на YouTube, а 4 лютого його показували на каналі VH1.
Перша версія була номінована на 2008 MTV Video Music Awards у категорії Best UK Video. Версія для США посіла 1 місце чарту каналу VH1 Year End Top 40.

## Список пісень
- CD сингл (88697175622)

1. "Bleeding Love" (альбомна версія) (Ryan Tedder, Jesse McCartney) — 4:21
2. "Forgiveness"[6] (Кара ДіоГуарді, Leona Lewis, Salaam Remi) — 4:26

- Максі сингл (88697222422)[7]

1. "Bleeding Love" (альбомна версія) (Tedder, McCartney) — 4:21
2. "Forgiveness" (ДіоГуарді, Lewis, Remi) — 4:21
3. "A Moment Like This" (Jörgen Elofsson, John Reid) — 4:1
4. "Bleeding Love" (кліп)

- Промо сингл для США (88697218242)[8]

1. "Bleeding Love" (версія для радіо) (Tedder, McCartney) — 3:59
2. "Bleeding Love" (альбомна версія) (Tedder, McCartney) — 4:21
3. "Bleeding Love" (Call Out Hook) (Tedder, McCartney) — 0:10

- Цифровий сингл для США (886972980522)[9]

1. "Bleeding Love" (альбомна версія) (Tedder, McCartney) — 4:21

- Ремікси Moto Blanco

1. "Bleeding Love" (Moto Blanco Remix Radio Edit) – 3:38
2. "Bleeding Love" (Moto Blanco Remix Full Vocal) – 8:39
3. "Bleeding Love" (Moto Blanco Remix Dub) – 8:25

### Офіційні версії
1. Версія для радіо
2. Інструментальна версія
3. А капела
4. Ремікс ( разом з Trazz)
5. Мікс для радіо Jason Nevins
6. Рок-мікс для радіо Jason Nevins
7. Мікс для клубів Jason Nevins
8. Мікс для радіо Moto Blanco
9. Moto Blanco Dub
10. Вокальний мікс для клубів Moto Blanco
11. Shapeshifters Nocturnal Dub
12. Мікс для клубів  Shapeshifters

## Нагороди та номінації
Пісня «Bleeding Love» номінувалась на велику кількість нагород. У грудні 2007 сингл виграв на церемонії нагородження Virgin Media Music Awards 2007 у категорії The Record of the Year та Best Track. У січні 2008 пісня була номінована на 2008 BRIT Awards у категорії British Single. 3 грудня 2008 пісня була номінована на Греммі у категорії Record of the Year і Best Female Pop Vocal Performance. Журнал Rolling Stone поставив пісню «Bleeding Love» на 25 місце у списку The 100 Best Singles of 2008. У квітні 2009 автори «Bleeding Love» отримали Song of the Year Award на церемонії нагородження 26th Annual ASCAP Pop Music Awards.

## Чарти
28 жовтня 2007 сингл «Bleeding Love» дебютував на 1 місце британського чарту UK Singles Chart і пробув на такій позиції 7 тижнів. Це зробило Льюїс першою співачкою в Британії, чий дебютний сингл дебютував на 1 місце і протримався на цій позицій такий довгий період часу. 24 грудня 2007 пісня дебютувала на 9 місце австралійського чарту Australian ARIA Singles Chart, а 21 січня 2008 досягла 1 місця. Пісня «Bleeding Love» посіла 1 місце на чартах Нової Зеландії, Швейцарії, Норвегії, Бельгії і Нідерландів.
На американському чарті Bubbling Under Hot 100 Singles пісня дебютувала на 11 місце. На чарті Billboard Hot Country Songs сингл дебютував на 85 місце 1 березня 2008. Через тиждень пісня досягла 1 місця. Пісня «Bleeding Love» також посіла перше місце чарту Hot Digital Songs і Hot Adult Contemporary Tracks, на останньому пробула 52 тижні. 5 квітня 2008 сингл досяг 1 місця канадського чарту Canadian Hot 100.
| Чарт (2007-08)                               | Місце |
| -------------------------------------------- | ----- |
| Australian ARIA Singles Chart                | 1     |
| Ö3 Austria Top 40                            | 1     |
| Belgium Singles Chart (Flanders)             | 1     |
| Belgium Singles Chart (Wallonia)             | 4     |
| Brazil (ABPD)                                | 1     |
| Canadian Hot 100                             | 1     |
| Czech Republic (Rádio Top 100)               | 2     |
| Danish Singles Chart                         | 2     |
| Dutch Singles Chart                          | 1     |
| European Hot 100 Singles                     | 1     |
| Finnish Singles Chart                        | 2     |
| French Singles Chart                         | 1     |
| German Singles Chart                         | 1     |
| Greek Singles Chart                          | 1     |
| Hungarian Mahasz Airplay Chart               | 1     |
| Irish Singles Chart                          | 1     |
| Italian FIMI Singles Chart                   | 2     |
| Japan Hot 100 Singles                        | 1     |
| New Zealand RIANZ Singles Chart              | 1     |
| Norwegian Singles Chart                      | 1     |
| Poland (Airplay Chart)                       | 1     |
| Romanian Top 100                             | 3     |
| Russian Airplay Chart                        | 3     |
| Slovak Airplay Chart                         | 1     |
| Spanish Singles Chart                        | 38    |
| Spanish Airplay Chart                        | 9     |
| \|Swedish Singles Chart                      | 2     |
| Swiss Singles Chart                          | 1     |
| UK Singles Chart                             | 1     |
| U.S. Billboard Hot 100                       | 1     |
| U.S. Billboard Hot Dance Club Play           | 11    |
| U.S. Billboard Pop 100                       | 1     |
| U.S. Billboard Hot Adult Contemporary Tracks | 1     |
| U.S. Billboard Adult Top 40                  | 1     |
| U.S. Billboard Hot R&B/Hip-Hop Songs         | 74    |
| U.S. Billboard Mainstream Top 40             | 1     |

| Чарти (2007)                  | Місце |
| ----------------------------- | ----- |
| Irish Singles Chart           | 1     |
| UK Singles Chart              | 1     |
| Чарти (2008)                  | Місце |
| Australian Singles Chart      | 4     |
| Austrian Singles Chart        | 3     |
| Canadian Hot 100 Songs        | 2     |
| French SNEP Singles Chart     | 42    |
| Germany German Singles Chart  | 2     |
| Japan Hot 100 Singles         | 8     |
| New Zealand Recorded Music NZ | 8     |
| Spanish Singles Chart         | 40    |
| Swedish Singles Chart         | 23    |
| Swiss Singles Chart           | 2     |
| UK Singles Chart              | 76    |
| U.S. Billboard Hot 100        | 2     |

| Чарт (2000-09)               | Місце |
| ---------------------------- | ----- |
| Australian Singles Chart     | 23    |
| Germany German Singles Chart | 18    |
| UK Singles Chart             | 11    |
| U.S. Billboard Hot 100       | 17    |

| Чарт                          | Місце |
| ----------------------------- | ----- |
| Australian Singles Chart      | 39    |
| New Zealand Recorded Music NZ | 54    |

## Продажі
22 жовтня 2007 в Британії відбувся реліз пісні у якості CD-синглу, в той же день було продано 66,000 копій. На кінець доби 25 жовтня було продано 126,000, а на кінець доби 26 жовтня — 150,000 копій. На кінець тижня було продано 218,805 копій. За три тижні було куплено 489,153 копій і це зробило «Bleeding Love» найбільш проданим синглом 2007 року. На кінець 2007 року було продано 788,000 копій, що присвоїло Льюїс титул першої співачки Британії, чий сингл продався у таку рекордну кількість копій. 9 листопада 2007 пісня «Bleeding Love» отримала золоту сертифікацію від BPI, а 18 січня 2008 — платинову.
Загалом у Британії на CD було продано 940,000 копій. У США на CD було продано 4 мільйони копій, а у цифровому форматі — 3 мільйони. 19 вересня 2008 сингл «Bleeding Love» отримав четверту від американської RIAA, а 10 лютого — подвійну платину від австралійської ARIA, продаючи в Австралії 70,000 копій. В Іспанії пісня отримала платинові сертифікацію від PROMUSICAE, продаючи понад 40,000 копій.
| Країна                        | Сертифікація (таблиця продажів та сертифікатів) | Продажі    |
| ----------------------------- | ----------------------------------------------- | ---------- |
| Австралія (ARIA)              | 2× Платина                                      | +140,000   |
| Австрія (IFPI Austria)        | Золото                                          | +15,000    |
| Бельгія (BEA)                 | Золото                                          | +10,000    |
| Канада (CRIA)                 | Платина                                         | +80,000    |
| Данія (IFPI Denmark)          | Золото                                          | +10,000    |
| Фінляндія (Musiikkituottajat) | Платина                                         | +20,000    |
| Німеччина (BVMI)              | Платина                                         | +300,000   |
| Нова Зеландія (RMNZ)          | 2× Платина                                      |            |
| Іспанія (PROMUSICAE)          | Платина                                         | +20,000    |
| Швеція (GLF)                  | 2× Платина                                      | +80,000    |
| Британія (BPI)                | 2× Платина                                      | +1,200,000 |
| США (RIAA)                    | 4× Платина                                      | 4,589,000  |

## Історія релізів
| Регіон        | Дата                         | Лейбл                | Формат                             |
| ------------- | ---------------------------- | -------------------- | ---------------------------------- |
| Ірландія      | 19 жовтня 2007               | Syco Music           | CD-сингл                           |
| Британія      | 21 жовтня 2007               | Syco Music           | Цифрове завантаження               |
| Британія      | 22 жовтня 2007               | Syco Music           | CD-сингл                           |
| Нова Зеландія | 3 грудня 2007                | Sony BMG, Syco Music | CD-сингл                           |
| Швеція        | 6 грудня 2007                | Sony BMG, Syco Music | CD-сингл                           |
| Австралія     | 15 грудня 2007               | Sony BMG, Syco Music | CD-сингл                           |
| США           | 18 грудня 2007               | J Records            | Цифрове завантаження               |
| США           | 18 березня 2008              | J Records            | CD-сингл                           |
| Італія        | 11 січня 2008                | Sony BMG, Syco Music | CD-сингл                           |
| Німеччина     | 11 січня 2008                | Sony BMG, Syco Music | CD, максі-CD, цифрове завантаження |
| Швейцарія     | 11 січня 2008                | Sony BMG, Syco Music | CD-сингл, максі-CD                 |
| Гонконг       | 23 січня 2008                | Sony BMG, Syco Music | Максі-CD, цифрове завантаження     |
| Сингапур      | 23 січня 2008                | Sony BMG, Syco Music | Maxi CD, цифрове завантаження      |
| Австрія       | 25 січня 2008                | Sony BMG, Syco Music | CD-сингл                           |
| Нідерланди    | 28 січня 2008                | Sony BMG, Syco Music | CD-сингл                           |
| Японія        | 13 лютого 2008 9 квітня 2008 | BMG Japan            | Цифрове завантаження               |
| Франція       | 3 березня 2008               | Sony BMG, Syco Music | CD-сингл                           |